# National Film Award du meilleur réalisateur
Le National Film Award du meilleur réalisateur est l'une des catégories des National Film Awards présentées annuellement par la Direction des festivals de films, l'organisation créée par le Ministère de l'information et de la radiodiffusion en Inde. C'est l'un des nombreux prix de la catégorie des longs métrages et décerné avec le Golden Lotus (Swarna Kamal). 
Le prix est annoncé pour tous les films produits dans toute l'Inde, quelle que soit l'industrie, quelle que soit la langue indienne.

## Récompenses
- 1967(15e) à 1972(20th) : Une plaque et  ₹ 5,000
- 1973(21st) à 1986(34th) : Un Rajat Kamal et ₹ 20,000
- 1987(35th) : Un Swarna Kamal et ₹ 25,000
- 1988(36th) à 2005(53th) : Un Swarna Kamal et ₹ 50,000
- Depuis 2006(54th) : Un Swarna Kamal et ₹ 2,50,000

## Liste des lauréats
Les années sont indiquées selon l'enregistrement du film par le Central Board of Film Certification.
| Année       | Image         | Lauréat(s)            | Film(s)               | Langue(s) | Refs.  |
| ----------- | ------------- | --------------------- | --------------------- | --------- | ------ |
| 1967 (15th) |               | Satyajit Ray          | Chiriyakhana          | Bengali   | [ 1 ]  |
| 1968 (16th) |               | Satyajit Ray          | Goopy Gyne Bagha Byne | Bengali   | [ 2 ]  |
| 1969 (17th) |               | Mrinal Sen            | Bhuvan Shome          | Hindi     | [ 3 ]  |
| 1970 (18th) |               | Satyajit Ray          | Pratidwandi           | Bengali   | [ 4 ]  |
| 1971 (19th) |               | Girish Karnad         | Vamsha Vriksha        | Kannada   | [ 5 ]  |
| 1971 (19th) | B. V. Karanth |                       | Vamsha Vriksha        | Kannada   | [ 5 ]  |
| 1972 (20th) |               | Adoor Gopalakrishnan  | Swayamvaram           | Malayalam | [ 6 ]  |
| 1973 (21st) | --            | Mani Kaul             | Duvidha               | Hindi     | [ 7 ]  |
| 1974 (22nd) |               | Satyajit Ray          | Sonar Kella           | Bengali   | [ 8 ]  |
| 1975 (23rd) |               | Satyajit Ray          | Jana Aranya           | Bengali   | [ 9 ]  |
| 1976 (24th) | --            | P. Lankesh            | Pallavi               | Kannada   | [ 10 ] |
| 1977 (25th) | --            | G. Aravindan          | Kanchana Sita         | Malayalam | [ 11 ] |
| 1978 (26th) | --            | G. Aravindan          | Thampu                | Malayalam | [ 12 ] |
| 1979 (27th) |               | Mrinal Sen            | Ek Din Pratidin       | Bengali   | [ 13 ] |
| 1980 (28th) |               | Mrinal Sen            | Akaler Shandhaney     | Bengali   | [ 14 ] |
| 1981 (29th) |               | Aparna Sen            | 36 Chowringhee Lane   | Anglais   | [ 15 ] |
| 1982 (30th) | --            | Utpalendu Chakrabarty | Chokh                 | Bengali   | [ 16 ] |
| 1983 (31st) |               | Mrinal Sen            | Khandhar              | Hindi     | [ 17 ] |
| 1984 (32nd) |               | Adoor Gopalakrishnan  | Mukhamukham           | Malayalam | [ 18 ] |
| 1985 (33rd) |               | Shyam Benegal         | Trikal                | Hindi     | [ 19 ] |
| 1986 (34th) | --            | G. Aravindan          | Oridathu              | Malayalam | [ 20 ] |
| 1987 (35th) |               | Adoor Gopalakrishnan  | Anantaram             | Malayalam | [ 21 ] |
| 1988 (36th) |               | Shaji N. Karun        | Piravi                | Malayalam | [ 22 ] |
| 1989 (37th) |               | Adoor Gopalakrishnan  | Mathilukal            | Malayalam | [ 23 ] |
| 1990 (38th) | --            | Tapan Sinha           | Ek Doctor Ki Maut     | Hindi     | [ 24 ] |
| 1991 (39th) |               | Satyajit Ray          | Agantuk               | Bengali   | [ 25 ] |
| 1992 (40th) |               | Goutom Ghosh          | Padma Nadir Majhi     | Bengali   | [ 26 ] |
| 1993 (41st) |               | T. V. Chandran        | Ponthan Mada          | Malayalam | [ 27 ] |
| 1994 (42nd) |               | Jahnu Barua           | Xagoroloi Bohudoor    | Assamais  | [ 28 ] |
| 1995 (43rd) |               | Saeed Akhtar Mirza    | Naseem                | Hindi     | [ 29 ] |
| 1996 (44th) | --            | Agathiyan             | Kadhal Kottai         | Tamoul    | [ 30 ] |
| 1997 (45th) |               | Jayaraj               | Kaliyattam            | Malayalam | [ 31 ] |
| 1998 (46th) | --            | Rajeevnath            | Janani                | Malayalam | [ 32 ] |
| 1999 (47th) | --            | Buddhadeb Dasgupta    | Uttara                | Bengali   | [ 33 ] |
| 2000 (48th) |               | Rituparno Ghosh       | Utsab                 | Bengali   | [ 34 ] |
| 2001 (49th) | --            | B. Lenin              | Ooruku Nooruper       | Tamoul    | [ 35 ] |
| 2002 (50th) |               | Aparna Sen            | Mr. and Mrs. Iyer     | Anglais   | [ 36 ] |
| 2003 (51st) |               | Goutom Ghosh          | Abar Aranye           | Bengali   | [ 37 ] |
| 2004 (52nd) | --            | Buddhadeb Dasgupta    | Swapner Din           | Bengali   | [ 38 ] |
| 2005 (53rd) |               | Rahul Dholakia        | Parzania              | Anglais   | [ 39 ] |
| 2006 (54th) |               | Madhur Bhandarkar     | Traffic Signal        | Hindi     | [ 40 ] |
| 2007 (55th) |               | Adoor Gopalakrishnan  | Naalu Pennungal       | Malayalam | [ 41 ] |
| 2008 (56th) | --            | Bala                  | Naan Kadavul          | Tamoul    | [ 42 ] |
| 2009 (57th) |               | Rituparno Ghosh       | Abohomaan             | Bengali   | [ 43 ] |
| 2010 (58th) |               | Vetrimaaran           | Aadukalam             | Tamoul    | [ 44 ] |
| 2011 (59th) |               | Gurvinder Singh       | Anhe Ghore Da Daan    | Punjabi   | [ 45 ] |
| 2012 (60th) | --            | Shivaji Lotan Patil   | Dhag                  | Marathi   | [ 46 ] |
| 2013 (61st) | --            | Hansal Mehta          | Shahid                | Hindi     | [ 47 ] |
| 2014 (62nd) |               | Srijit Mukherji       | Chotushkone           | Bengali   | [ 48 ] |
| 2015 (63rd) |               | Sanjay Leela Bhansali | Bajirao Mastani       | Hindi     | [ 49 ] |
| 2016 (64th) |               | Rajesh Mapuskar       | Ventilator            | Marathi   | [ 50 ] |